# Filens
Filens is een veldnaam en voormalige buurtschap en terp in de gemeente Súdwest-Fryslân, in de Nederlandse provincie Friesland. Filens lag ten noordwesten van het dorp Schettens. Tot de gemeentelijke herindeling van 1949 viel Filens onder Witmarsum.
De oudste vermelding dateert van 1528 toen het werd vermeld als Fylens en in 1543 als Filens. De terp zelf werd in 1543 aangehaald als Fillensera terp en Fellens terp. De plaatsnaam valt te verklaren als "die van File(bert)".
Bij de buurtschap stond de Aylva State. Nadat deze afgebroken was, kwam er een boerderij voor in de plaats. In 1840 bestond Filens uit een drietal boerderijen. In de loop van de twintigste eeuw dunde de buurtschap uit tot slechts één boerderij en verdween de plaatsaanduiding.
Filens lag aan een doodlopende weg, de Filenserwei die is vernoemd naar de voormalige terp en buurtschap. Op de plaats van de buurtschap staat anno 2023 een modern boerderijcomplex.